# Autoportret z przyjacielem (obraz Rafaela)
Autoportret z przyjacielem (Autoportret z mistrzem fechtunku) – obraz olejny autorstwa Rafaela. Znajduje się w zbiorach Luwru. Nie jest znana dokładna data powstania obrazu, w źródłach wymieniane są lata: ok. 1518 i ok. 1519–1520.
Obraz przedstawia dwóch mężczyzn. W lewej stronie obrazu Rafael namalował samego siebie. Tożsamość drugiego mężczyzny jest nieznana. Wśród osób, które mogły pozować do obrazu są wymieniani przyjaciele i uczniowie Rafaela: Giulio Romano, Polidoro da Caravaggio, Baldassare Peruzzi, Gianbattista Branconi dell’Aquila, Pietro Aretino, a także nieznany z imienia i nazwiska nauczyciel fechtunku. Obie postacie na obrazie łączy zażyłość. Pozy obu mężczyzn są swobodne, obaj wymieniają się spojrzeniami. Jedna z hipotez głosi, że celem obrazu było przedstawienie reakcji przyjaciela Rafaela na widok własnej podobizny.